# Mordellistena rubida
Mordellistena rubida es una especie de coleóptero de la familia Mordellidae.

## Distribución geográfica
Habita en Perú.